# Sphenometopa mesomelaenae
Sphenometopa mesomelaenae är en tvåvingeart som beskrevs av Chao och Zhang 1988. Sphenometopa mesomelaenae ingår i släktet Sphenometopa och familjen köttflugor. Inga underarter finns listade i Catalogue of Life.